# دل سگ (فیلم ۱۹۷۶)
دل سگ (ایتالیایی: Cuore di cane?؛ آلمانی: Warum bellt Herr Bobikow?) فیلمی فانتزی به کارگردانی آلبرتو لاتوادا محصول سال ۱۹۷۶ است که بر پایه رمانی به همین نام از میخائیل بولگاکف ساخته شد.

## بازیگران
- ماکس فون سیدو
- الئونورا جورجی
- ماریو آدورف
- وادیم گلونا
- رینا نیهاوس
- ایلونا استالر
- آتیلیو دوتزیو
- انتسو روبوتی